# A Pair of Hellions
A Pair of Hellions er en amerikansk stumfilm fra 1924 instrueret af Walter Willis.

## Medvirkende
- Ranger Bill Miller som Luther Jones
- Margaret Gibson som Mabel Turner
- Hal Stephens
- Ashley Cooper
- Flora Mae Moore